# ادوارد باند
ادوارد باند (به انگلیسی: Edward Bond) نمایشنامه‌نویس و کارگردان تئاتر و فیلمنامه‌نویس انگلیسی است. نجات‌یافته از نامدارترین نمایشنامه‌های اوست.

## به فارسی
- نجات‌یافته
- احمق. ترجمهٔ بهزاد قادری و یدالله آقا عبّاسی.[۱]
- بینگو
- شاه لیر. ترجمه هوشنگ حسامی. نشر فردا
- صلح بزرگ
- سنگ
- دریا
- قرمز، سیاه و نادان
- جاده‌ی باریک به شمال دور